# بيتر جونز (مهندس ميكانيك)
بيتر جونز (بالإنجليزية: Peter Johns)‏ هو مهندس ميكانيك أسترالي، ولد في 19 أبريل 1830، وتوفي في 1899.